# Ceelayo
El Ayo, Ceelayo o (somalí Ceelaayo) és un poble de la costa nord de Somàlia, a la costa i a la frontera entre les antigues Somàlia Britànica i Somàlia Italiana. Era el poblet més al nord-est de Sanaag. El 1991 va quedar dins els límits de Somalilàndia però el 1999 fou ocupada per Puntland. El 2007 va reclamar jurisdicció sobre la ciutat l'estat de Maakhir, que la va convertir en districte de la nova regió de Boharo (capital Dhahar) com una manera d'atreure als seus habitants al projecte, ja que Puntland no l'havia convertit en districte quan va crear la regió de Heylaan.

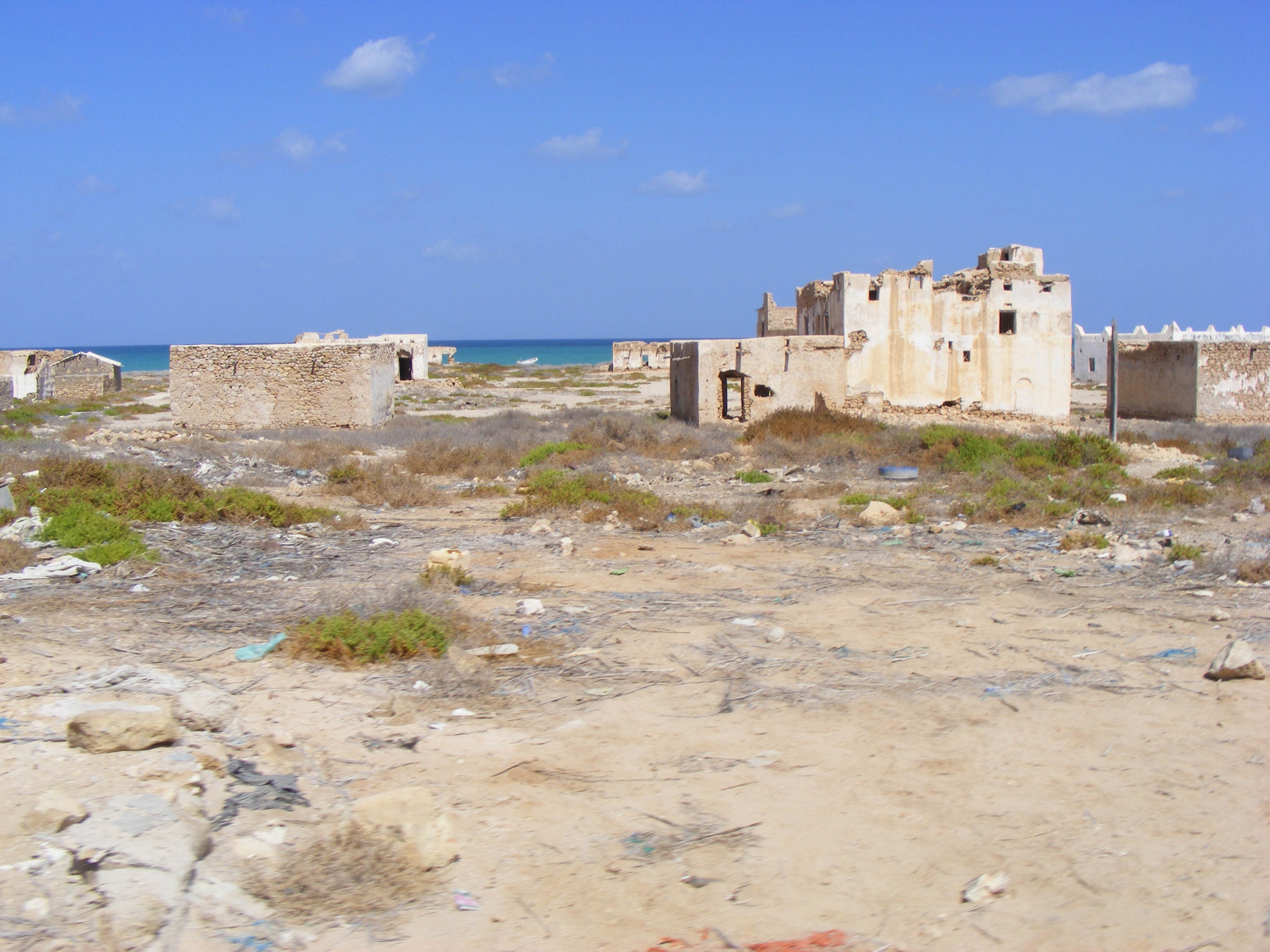
El Ayo l'any 2009

La seva població estimada és d'uns tres mil habitants.